# Пойденко, Василий Фёдорович
Василий Фёдорович Пойденко (укр. Василь Федорович Пойденко; 23 апреля 1915, Александровск, Екатеринославская губерния — 14 ноября 1941, Апрелевка, Наро-Фоминский городской округ) — советский лётчик-истребитель, лейтенант. Участник Второй мировой войны. Погиб во время обороны Москвы.

## Биография
Василий Пойденко родился 23 апреля 1915 года в Александровске (сейчас — Запорожье). Украинец. Мать — Евдокия Тимофеевна, воспитала шестерых сыновей, четверо из которых погибли во время Великой Отечественной войны. Вместе с семьёй Василий Пойденко жил на улице Ковальской в Запорожье.
Окончил ремесленное училище (ФЗУ) при Запорожском паровозоремонтный заводе, где в дальнейшем работал слесарем. На заводе был выбран комсоргом арматурного цеха. Являлся членом Коммунистической партии. В 1936 году окончил Запорожский аэроклуб, а с 1937 по 1940 год обучался в Борисоглебском лётном училище, где стал лётчиком-истребителем. Участник Советско-финляндской войны. Незадолго до начала Великой Отечественной войны служил неподалёку от Львова, где для него и началась война. Супруга Анастасия Лаврентьевна Пойденко с дочерью Людой (род. 1940) и матерью лётчика с началом войны вернулись в Запорожье.
Участвовал в обороне Москвы. Командир звена 28-го истребительного авиационного полка. Во время воздушного боя 14 ноября 1941 года его самолёт упал в болото. С этого времени лётчик считался пропавшим без вести. Его семья узнала об этом, находясь в Уфе, где расположился эвакуированный Запорожский паровозоремонтный завод.
Самолёт и останки Пойденко нашёл механик экскаватора во время торфяных разработок у города Апрелевка Московской области в июне 1967 года. Идентифицировать останки помог найденный орден Красного Знамени, которым наградили лётчика. Перезахоронение Пойденко состоялось 23 июня 1967 года на Капустном кладбище Запорожья.

## Память
7 сентября 1967 года улица Ковальская в Октябрьском районе Запорожье была переименована в честь Василия Пойденко.
Именем Пойденко в Апрелевке назвали одну из улиц и открыли экспозицию в местной школе.
Памятный знак на месте гибели лётчика на 47-м километре Киевского шоссе неподалёку от города Апрелевка был установлен в 1976 году. На железобетонной стене размещалась звезда и мраморная плита с надписью «Верному сыну Родины, коммунисту, лётчику-истребителю, лейтенанту Пойденко Василию Фёдоровичу, павшему здесь 14 ноября 1941 года смертью героя, защищая небо столицы нашей Родины от фашистских захватчиков». Перед стеной стояли две железобетонные конструкции в виде крыльев самолёта. В мае 2007 года стало известно, что памятный знак был демонтирован в связи с расширением Киевского шоссе. Информация о сносе мемориала Пойденко широко освещалась в украинских СМИ. Министерство иностранных дел Украины, в связи с этим, запросило у России информацию причинах демонтажа и судьбе памятного знака. Представитель МИД РФ Михаил Камынин приветствовал интерес Украины к памятнику и заверил, что на месте смерти Пойденко будет установлен новый памятник одновременно с окончанием строительных работ на данном участке шоссе. Спикер украинского МИДа Андрей Дещица заявил, что посольство Украины в России продолжит следить за ситуацией вокруг мемориала. С заявлением по поводу сноса памятника также выступил Национальный союз писателей Украины.
Новый памятный знак, изготовленный на ремонтном заводе в Кубинке из частей штурмовика Су-25, который участвовал в войне в Грузии, был открыт 8 мая 2009 года.

## Награды
- Орден Красного Знамени (8 июля 1941)[14]
- Медаль «За оборону Москвы» (25 августа 1944)[15]